# مرتضى فرج الله
مرتضى طاهر فرج الله (1914 - 21 يوليو 1984) شاعر وكاتب عراقي. ولد في النجف ونشأ فيها ودرس مقدّمات العلوم على والده لكنه منعه من دخول المدرسة الرسمية. نظم الشعر يافعًا وبرع فيه فدلّ على موهبة ونشره في معظم الصحف العراقية، فذاع صيته واتّصل بكبار أدباء عصره كالشاعر أحمد الصافي النجفي. له دواوين شعرية وكذلك له مجموعة المقالات النثرية الانتقادية الاجتماعية. 

## سيرته
ولد مرتضى طاهر فرج الله في النجف في سنة 1914 ونشأ بها. درس مقدمات العلوم على والده الشيخ طاهر الذي كان يصحبه كذلك إلى المجالس الأدبية، إضافة إلى ناديه الذي كان ملتقى الأدباء والعلماء في ذلك الوقت، لكن والده منعه من دخول المدرسة الرسمية.
وصف بأنه كانت له شخصية «قلقة مضطربة، فقد تعالى على أبناه مجتمعه، وسخر ممّن لا يجاريه في أفكاره فنفر منه الكثير وتطرّف في بعض آرائه السياسيّة فاضطهد» وسُجِن. فقد جزء من أشعاره أثناء مطاردة السلطات له. 

توفي في 21 يوليو 1984. 

## مؤلفاته
- أشرعة الفجر ، ديوان شعر 1969
- مرايا الافق ، ديوان شعر 1970
- وراء الملامح ، ديوان شعر، 1976
- مرفأ الظل ، ديوان شعر

وله كتابان مخطوطان :
- النهضة الشعرية وتطورها في العراق
- مفاهيم في الشعر

## وصلات خارجية
- في موقع أرشيف المجلات